# Pennsylvania Stoners
Os Pennsylvania Stoners foi um time de futebol americano com sede em Allentown, Pensilvânia, Estados Unidos . Fundado em 2007, o time jogou na National Premier Soccer League (NPSL), uma liga nacional na quarta divisão do Sistema de ligas dos Estados Unidos, na Divisão Keystone Leste.
A equipe jogou seus jogos em casa no Complexo Esportivo Zephyr no campus da Whitehall High School nas proximidades de Whitehall Township, Pensilvânia, onde jogava desde 2009. As cores da equipe eram azul royal e branco.
O nome "Stoners" foi derivado do apelido oficial da Comunidade da Pensilvânia, The Keystone State . O clube é um clube fênix do clube de mesmo nome membro da American Soccer League de 1979 a 1983.

## História
Os Stoners originais foram membros da American Soccer League de 1979 a 1983. Os Stoners venceram o campeonato da liga em 1980. Devido ao aumento da competição de outras ligas de futebol e à diminuição do público, o time, junto com o resto da liga, desistiu em 1983.
A equipe foi ressuscitada em 2007 como Pennsylvania Stoners e competiu na National Premier Soccer League (NPSL). A equipe originalmente jogou seus jogos em casa no J. Birney Crum Stadium . Em 2008, a equipe conquistou o campeonato da liga NPSL. Começando em 2009, os Stoners jogaram suas partidas em casa no Complexo Esportivo Zephyr do distrito escolar de Whitehall-Coplay, nas proximidades de Whitehall. A equipe desistiu após a temporada de 2009. Em 2010, o FC Sonic Lehigh Valley trouxe o futebol da NPSL de volta ao Lehigh Valley.